# Encyclopedia of Concise Concepts by Women Philosophers
Die Encyclopedia of Concise Concepts by Women Philosophers, kurz ECC, ist ein Online-Begriffslexikon, das ausschließlich Einträge zu Konzepten aus den Schriften von Philosophinnen enthält. Die ECC ist ein Projekt des Centers for the History of Women Philosophers and Scientists und ist auf dessen Webpage frei zugänglich. Das noch im Aufbau befindliche Lexikon ist seit 2018 online und die Artikel werden fortlaufend von internationalen Forscherinnen und Forschern erweitert. Jeder Eintrag erklärt die Bedeutung eines philosophischen Konzeptes, das von einer Philosophin begründet oder bedeutend weiterentwickelt wurde. Die Artikel beziehen sich auf Philosophinnen aus der gesamten Philosophiegeschichte, von der Antike bis zur Gegenwart. Alle Artikel werden vor der Veröffentlichung einem peer-review Verfahren unterzogen. Ein Eintrag besteht für gewöhnlich aus einem kurzen Einführungstext sowie Angaben zu Primär- und Sekundärquellen. Die Einträge des Lexikons sind Teil der digitalen Sammlung der Universität Paderborn und als solche mit DOI-Nummer versehen, die sie als wissenschaftliche Publikationen kennzeichnet.
Herausgeberinnen der Encyclopedia of Concise Concepts by Women Philosophers sind Ruth Hagengruber und Mary Ellen Waithe.